# ベネラ16号
ベネラ16号（Venera 16、ロシア語: Венера-16）は、ソビエト連邦が金星打上げた金星探査機である。無人オービターで、高解像度撮像システムを用い、金星表面地図を作成した。ベネラ15号と相同であり、ベネラ計画の以前の探査機を改良したものである。

## ミッション
ベネラ16号は、1983年6月7日2時32分00秒（UTC）に打上げられ、1983年10月11日に金星軌道へ入った。
ベネラ16号は、15号より1日遅れて、軌道面が約4°ずれた金星軌道へ入った。これにより、必要な地域の再撮影が出来るようになった。ベネラ16号はほぼ極軌道を通り、近点は北緯62°で約1000 km、遠点は約6万5,000 km、軌道傾斜角は約90°、軌道周期は約24時間であった。
15号と共に、16号は8か月かけて、北極 - 北緯約30°まで（金星表面の約25 %）を撮影した。

## 探査機構造
ベネラ15・16号は相同で、9号および14号オービターを改良したものを元にした。両機は、直径0.6 m、長さ5 mの細長い円筒形で、一端に合成開口レーダーのための1.4 mの高さのパラボラアンテナが設置された。この端には、無線高度計用直径1 mのパラボラアンテナも設置された。無線高度計用アンテナ軸は、円筒軸と一致しており、合成開口レーダー用アンテナ軸は、円筒軸より約10°傾いて設置された。円筒の別の端の膨らみには、燃料タンクと推進ユニットが収蔵され、2つの正方形の太陽電池が円筒形の横から翼のように伸びた。2.6m通信用パラボラアンテナも円筒形横部に取付けられた。質量は4,000 kgであった。
ベネラ15・16号は、どちらも合成開口レーダーを搭載した。金星の厚い雲を透過するためにレーダーが必要であった。
探査機に搭載された機器は以下の通り。
- Polyus-V合成開口レーダー
- Omegaレーダー高度計
- 赤外線フーリエ分光計
- 宇宙線検出器（6センサ）
- 太陽プラズマ検出器